# Kleine Indische Maus

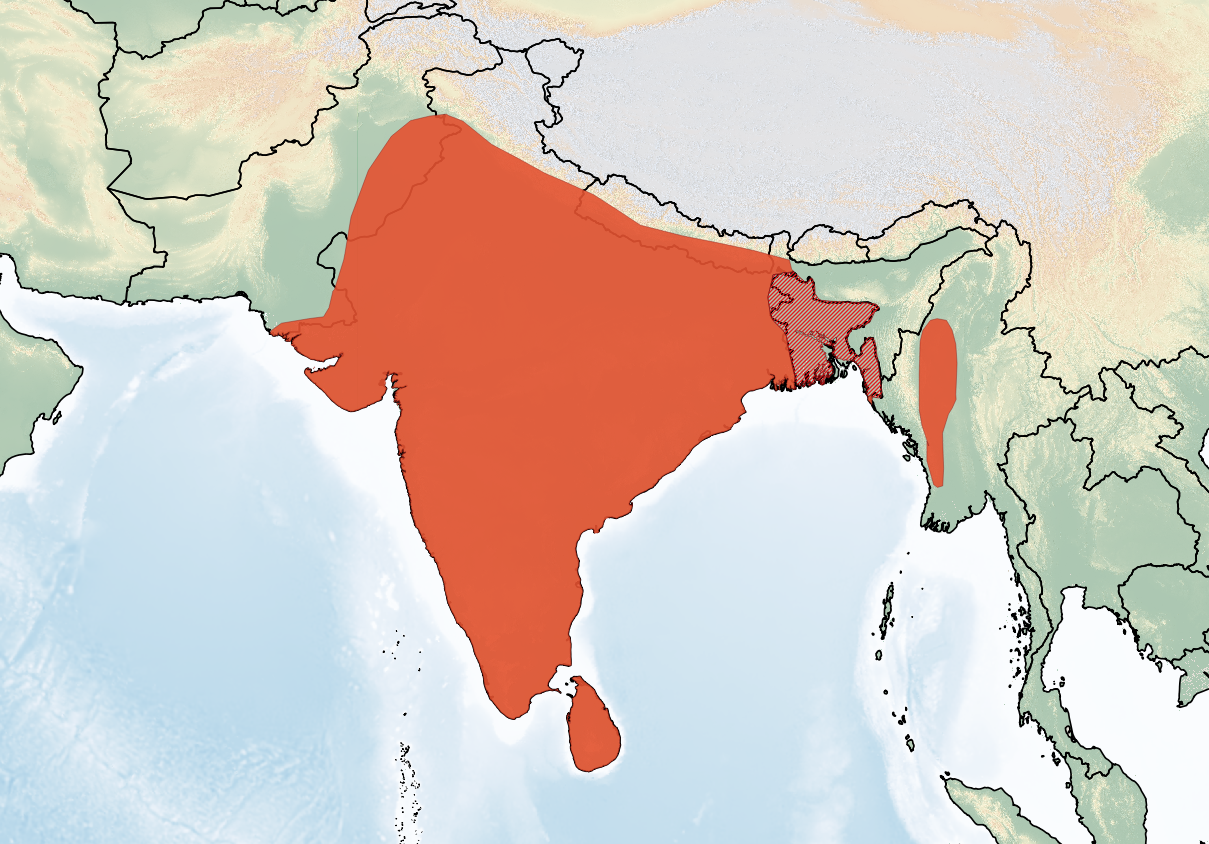
Skizze des Verbreitungsgebiets (Text beachten)

Die Kleine Indische Maus (Mus booduga) ist ein in Asien verbreitetes Nagetier in der Gattung der Mäuse. Das Verbreitungsgebiet kann nicht eindeutig abgegrenzt werden, da die Art häufig mit der Erdfarbenen Maus (Mus terricolor) verwechselt wird. Beide sind vermutlich Schwesterarten und zählen zur Untergattung Mus, zu der auch die Hausmaus (Mus musculus) gehört.

## Merkmale
Wie der Name andeutet, ist die Art mit einer Kopf-Rumpf-Länge von 56 bis 63 mm, einer Schwanzlänge von 55 bis 75 mm und einem Gewicht von 10 bis 15 g, eine der kleinsten Mäuse. Sie hat 14 bis 16 mm lange Hinterfüße und 11 bis 13 mm lange Ohren. Das glänzende hellbraune Fell der Oberseite geht ohne deutliche Grenze in das weißliche Fell der Unterseite über. Viele Exemplare besitzen ein hellbraunes Querband über der Brust. Mit der spitzen Schnauze und den großen Ohren ist das Tier typisch mausartig. Der Schwanz ist durch eine dunkle Oberseite und eine helle Unterseite gekennzeichnet. Die Kleine Indische Maus besitzt obere Schneidezähne, die nach hinten gebogen sind. Es ist ein diploider Chromosomensatz mit 40 Chromosomen vorhanden (2n=40).

## Verbreitung
Dieses Nagetier ist hauptsächlich in Indien und Sri Lanka verbreitet und erreicht angrenzende Gebiete von Pakistan, Nepal und Bangladesch. Die Art hält sich im Flachland und im Himalaya bis 4000 Meter Höhe auf. Sie wird häufig am Rande von Feldern und Buschländern, in laubabwerfenden Wäldern sowie in Gärten angetroffen. Die Kleine Indische Maus meidet Häuser.
Zum Vorkommen in Myanmar gibt es unterschiedliche Angaben.

## Lebensweise
Am Tage ruhen die nachtaktiven Exemplare in Erdlöchern. Sie bewegen sich auf dem Boden und fressen vorwiegend grüne Pflanzenteile und angebautes Gemüse sowie Getreide wie Reis, Insekten und andere Wirbellose und im geringen Maße Wurzen, Stängel und Algen. Ein gewöhnlicher Bau besteht aus einer Kammer mit einem Durchmesser von etwa 14 cm, die 30 bis 40 cm unter der Oberfläche liegt. Daran sind verschiedene Gänge angeschlossen. Unabhängig von der Jahreszeit kommen bei Weibchen 4 bis 8 Neugeborene pro Wurf vor.

## Gefährdung
Aufgrund fehlender Bedrohungen und einer stabilen Gesamtpopulation zählt die Kleine Indische Maus laut IUCN als nicht gefährdet (least concern).